# Герб Немского района
Герб муниципального образования «Немский район» — опознавательно-правовой знак, составленный и употребляемый в соответствии с правилами геральдики, служащий символом муниципального района «Немский район» Кировской области Российской Федерации.

## Описание герба
Описание герба:
В рассечённом золотом и зелёном поле еловая ветвь переменных цветов в столб с тремя парами прямых отростков, сложенных в опрокинутое стропило, уменьшающееся снизу вверх; обременённая девятью пурпурными цветущими шишками, сложенными по три в опрокинутые трилистники, положенные по одному поверх срастания ветви и пары отростков.

## Обоснование символики
Обоснование символики:
Герб языком символов и аллегорий передает природные, исторические и экономические особенности района.
Цветущая еловая ветвь и зелёный цвет поля символизируют лесные богатства района и специфику деятельности его жителей, а цветущие шишки олицетворяют возрождение, стремление к процветанию и благополучию. Кроме того, зелёный цвет обозначает изобилие, честь и стремление к победе.
Золотой цвет поля символизирует сельскохозяйственную направленность района, а также богатство, благородство и справедливость.
Пурпурный цвет олицетворяет цветущую землю, а также духовные добродетели, щедрость и достоинство, а серебро — человеколюбие, правдивость и мир.

## История создания
- 23 декабря 2008 — герб района утверждён решением Немской районной Думы[2].

- Герб Немского района включён в Государственный геральдический регистр Российской Федерации под № 4625[2].

## Использование на флаге
Флаг Немского района утверждён 23 декабря 2008 года и внесён в Государственный геральдический регистр Российской Федерации с присвоением регистрационного номера 4626. Переутверждён Решением Думы Немского муниципального округа от 25 октября 2022 № 11/147 как флаг Немского муниципального округа.
Описание флага: «Флаг Немского муниципального района представляет собой прямоугольное полотнище с отношением сторон (ширины к длине) 2:3, воспроизводящее герб Немского муниципального района в зелёном, жёлтом и пурпурном цветах».